# Bergroser og frøsminner
Bergroser og frøsminner er et album med Sven Nyhus og Asmund Bjørkens sekstet, udgivet i 2008.

## Trackliste
1. Bergrosa, vals
2. Den frilynde, reinlender
3. Karis Pers polska
4. Geitstuggurustin, galopp
5. Frøsøminner, vals
6. Snekkar'n, reinlender
7. Fandens polsdans
8. Lalmingen, galopp
9. Sletvikvalsen
10. En østerdøl, reinlender
11. Trønderbrura, vals
12. Sprett-Nils, pols
13. Trollkastet, reinlender
14. Hammarforsens brus, vals
15. Lyckliga Henriks polka
16. Leppsnuvan, pols
17. Reinlender etter Arne Kjesbu
18. Pols
19. Fiolen min, vals